# Cristaluria
Se le llama cristaluria a la aparición de cristales en la orina, los que pueden ser visibles mediante sedimentación de la orina. La importancia de los cristales reside en su asociación con litiasis urinaria y con diferentes enfermedades metabólicas.

## Características
Para la valoración de los mismos, es fundamental atender a las siguientes características:
- Tamaño: >25um indica alteración metabólica, sobre todo en aquellos cristales potencialmente significativos: oxalato cálcico monohidratado (OCM), oxalato cálcico dihidratado (OCD), ácido úrico (AU), y Brushita.
- Número: >5 por campo indica patología (considerando ocular del microscopio x7 y objetivo x40). Importante en oxalatos (y más en OCM) y menos importante en úrico y Brushita.
- Maclación: Indica elevado riesgo litógeno. Los cristales con mayor tasa son OCM, úrico y Brushita.
- Agregación: Indica muy elevado riesgo litógeno, el que incrementa si dicho fenómeno está conformado por maclas.
- Frecuencia: entendida como tal al número de veces que  una cristaluria se repite en un mismo sujeto. Es un buen criterio de predicción de recaída de una litiasis renal.

## Estudio
Para el estudio de los cristales en orina es mejor dividirlos en 2 grupos, considerando el PH en el cual se forman (cristalizan).

### PH ÁCIDO (<7)
A) Oxalatos cálcicos:
- Por hipercalciuria: que puede ser de origen absortivo (65%), excretor (15%) o por hiperparatiroidismo (5%).
- Por hiperoxaluria: enzimática (alteración de la alaninoglioxilatoaminotransferasa), entérica(malabsorción) o alteraciones en la flora intestinal bacteriana (Oxalatobacter formigenes).

Están presentes en 69% de litiasis idiopáticas y en el 20% de sujetos normales, porcentajes que aumentan si se trata de OCD, el cual es el subtipo más frecuente.
a) Oxalato Cálcico Monohidratado (OCM):
- Producidos por exceso de anión (hiperoxaluria primaria).
- Tamaño uniforme (raro hipercristales).
- Número >80/c indica hiperoxaluria prim.
- Su detección es más importante que OCD.
- Etilenglicol: cristaluria masiva con frecuentes formas grandes (>30um).

b) Oxalato Cálcico Dihidratado (OCD):
- Fisiológico por aumento de anión (tomate, espinacas, ajo, naranja, etc.) o catión (leche).
- Patológico por aumento de catión (hipercalciuria mod. con oxalato N o aumentado).
- Tamaño pequeño indica hiperoxaluria, grandes mixtos. Si 1 o más ≥35um indica litogénesis activa.
- La variedad dodecaédrica se relaciona con hipercalciuria extrema.

c) Oxalato Cálcico Trihidratado (OCT):
- Raro in vivo, suele ser in vitro. Se relaciona con uso de antianginoso (Piridoxilato + TH de pentaeritritilo).

B) Purinas:
Ácido Úrico: 
- Polimorfismo importante.
- Importante en diagnóstico (cuando las imágenes no ayudan) y predicción de litiasis. Aumenta su valor predictivo positivo si existe hematuria concomitante.
- Incrementan el riesgo litogénico: Número (>5/c), tamaño (>20um), maclas (>10%) y arenilla macroscópica.
- Cobra importancia la alcalinización urinaria.

Uratos (sales):
- De sodio, potasio, calcio o magnesio: no tiene sentido intentar diferenciarlas.
- Urato monosódico es el más frecuente.
- Masivamente tiñe la orina de color amarillo naranja, el sedimento puede tomar color rosa.

### PH BÁSICO (>7)
A) Apatita
a) Hidroxiapatita/Carboxiapatita (Fosfocarbonatos): 
- Masivamente tiñen la orina blanco/gris (igual que el sedimento).
- Patológico si antecedente si litiasis por fosfatos.
- Incrementan su síntesis: postprandial (hidroxilos), ITU por bacterias ureolíticas (P. mirabilis, P aeuroginosa) que aumentan amonio y HCO3 urinarios.
- Presentes en cálculos de OCD (1-5% de su peso), OCDH, carbonato de Ca (20-30% del peso) y de origen ureolítico (>60%).

Fosfato octocálcico: Raros, cristalizan a PH>7,5 formando láminas de tamaño similar a células escamosas. Similar significado que fosfocarbonatos.
B) Fosfato amónico magnésico (Fosfato triple): 
- El cristal más pleomórfico, si su formación es  rápida da lugar a formas incompletas.
- Normalmente no disuelto en orinas, de existir indica hiperamoniuria (infecciosa o metabólica).

C) Fosfato Ácido de Calcio (Brushita):
- La presencia de fosfato cálcico disuelto en orina es normal, pueden cristalizar por diversas alteraciones: Metabólicas (hipercalciuria, hiperfosfaturia), alteraciones de tracto (hidronefrosis, nefrocalcinosis, obst. pieloureteral).

D) Fosfato cálcico magnésico y Carbonato Cálcico: Raros
- Datos: Q5191451